# Les Villards-sur-Thônes
Les Villards-sur-Thônes ist eine französische Gemeinde im Département Haute-Savoie in der Region Auvergne-Rhône-Alpes.

## Geographie
Les Villards-sur-Thônes liegt auf 758 m, nordöstlich von Thônes, etwa 18 Kilometer östlich der Stadt Annecy (Luftlinie). Das Dorf erstreckt sich im Tal des Nom, im zentralen Teil der Bornes-Alpen am Südfuß des Mont Lachat.
Die Fläche des 13,32 km² großen Gemeindegebiets umfasst einen Abschnitt der Bornes-Alpen. Das Gebiet wird von Nordosten nach Südwesten vom Nom, einem rechten Zufluss des Fier, in einer tiefen Talfurche durchflossen. Nach Süden reicht das Gemeindeareal über einen waldbedeckten Hang bis auf die ausgedehnten Bergweiden auf der Pointe de Beauregard (1647 m). Im Norden erstreckt sich der Gemeindeboden über einen relativ steilen Hang auf den Kamm des Mont Lachat, auf dem mit 2019 m die höchste Erhebung von Les Villards-sur-Thônes erreicht wird. 
Zu Les Villards-sur-Thônes gehören neben dem eigentlichen Ortskern auch verschiedene Weilersiedlungen und Gehöfte, darunter: 
- Carrouge (770 m) im Tal des Nom östlich an das Dorf anschließend
- Plan du Bourgeal (810 m) im Tal des Nom
- Le Bourgeal (850 m) leicht erhöht am nördlichen Talhang des Nom

Nachbargemeinden von Les Villards-sur-Thônes sind Glières-Val-de-Borne im Norden, Saint-Jean-de-Sixt und La Clusaz im Osten sowie Thônes im Süden und Westen.

## Geschichte
Erstmals wird der Ort im 12. Jahrhundert unter dem Namen Villari urkundlich erwähnt. Der Ortsname geht auf das spätlateinische Wort villare (Dorf, Weiler) zurück.

## Bevölkerung
| Jahr                       | 1962 | 1968 | 1975 | 1982 | 1990 | 1999 | 2011 | 2020 |
| Einwohner                  | 568  | 540  | 588  | 671  | 701  | 899  | 1019 | 1089 |
| Quellen: Cassini und INSEE |      |      |      |      |      |      |      |      |

Mit 1121 Einwohnern (Stand 1. Januar 2022) gehört Les Villards-sur-Thônes zu den kleinen Gemeinden des Départements Haute-Savoie. Im Verlauf des 20. Jahrhunderts nahm die Einwohnerzahl aufgrund starker Abwanderung kontinuierlich ab (1901 wurden in Les Villards-sur-Thônes noch 801 Einwohner gezählt). Seit Mitte der 1970er Jahre wurde jedoch wieder eine deutliche Bevölkerungszunahme verzeichnet.

## Sehenswürdigkeiten
Die Kirche Saint-Laurent in Les Villards-sur-Thônes stammt aus dem 19. Jahrhundert und besitzt einen Zwiebelturm. Eine Kapelle befindet sich im Weiler Le Plan du Bourgeal. Im Ortskern sind verschiedene Häuser im charakteristischen traditionellen Baustil erhalten.

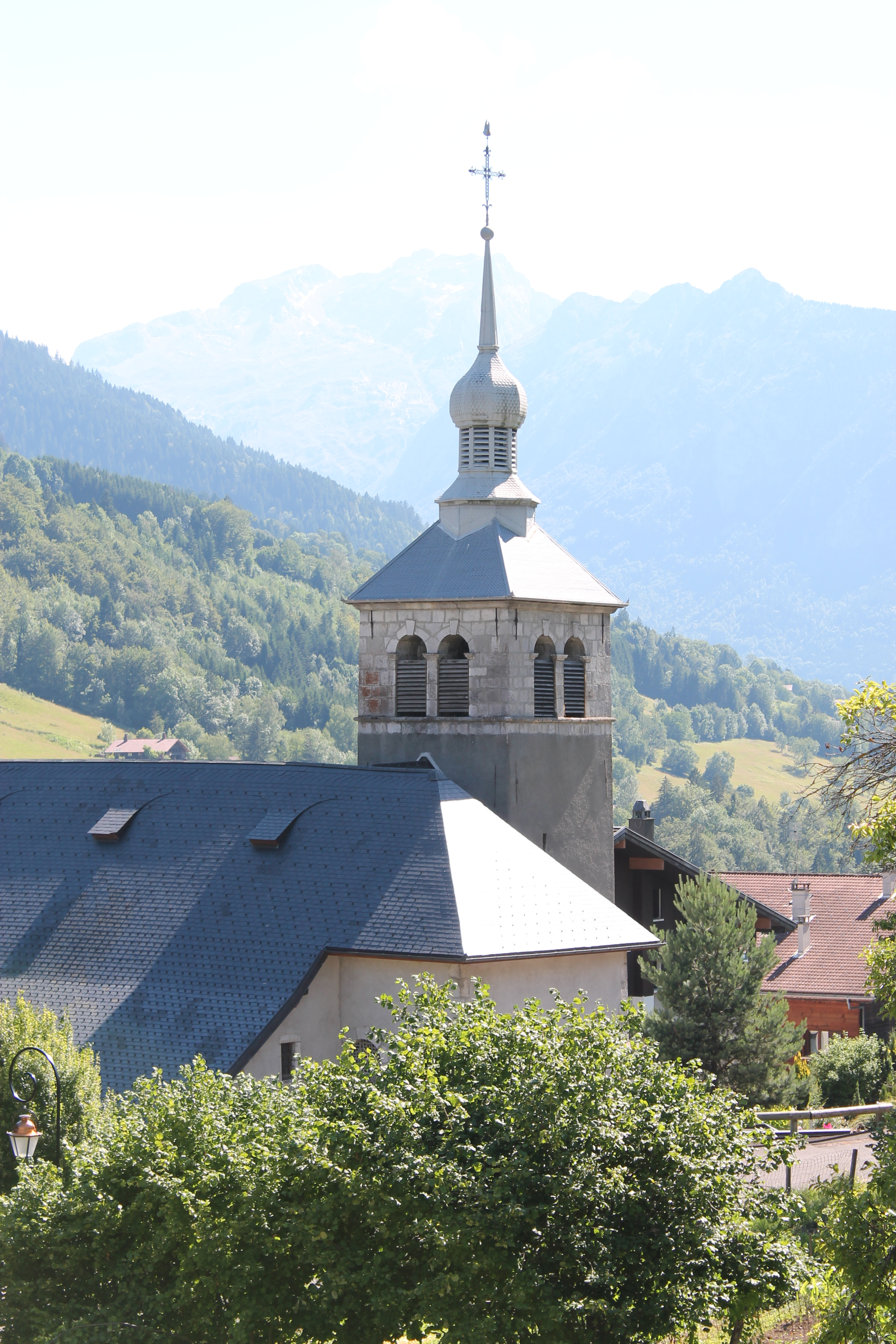
Kirche Saint-Laurent
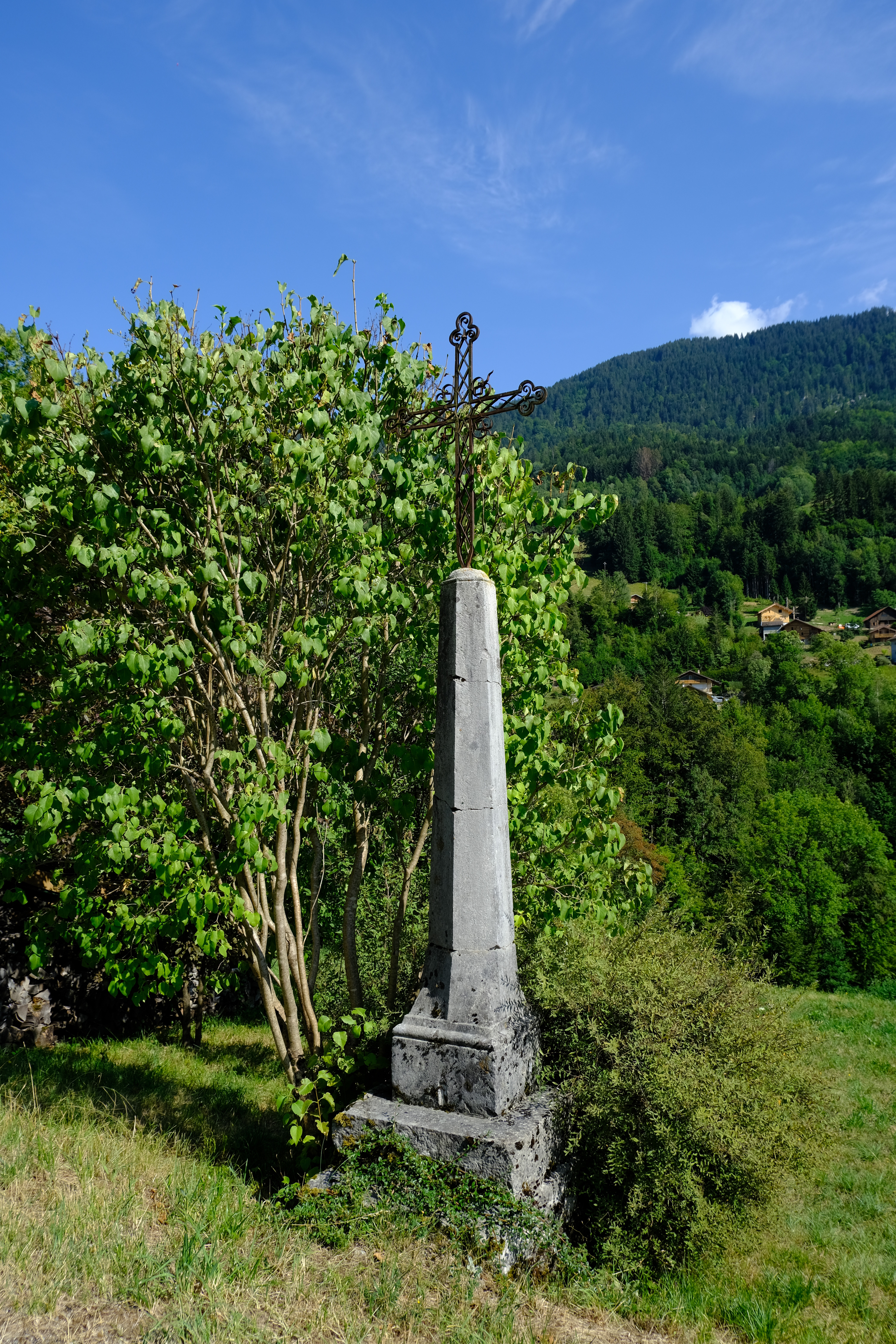
Eines der Flurkreuze in der Gemeinde

## Wirtschaft und Infrastruktur
Les Villards-sur-Thônes war bis weit ins 20. Jahrhundert hinein ein vorwiegend durch die Landwirtschaft und Alpwirtschaft geprägtes Dorf. Heute gibt es verschiedene Betriebe des Kleingewerbes. Viele Erwerbstätige sind Wegpendler, die in den größeren Ortschaften der Umgebung ihrer Arbeit nachgehen. In den letzten Jahrzehnten profitierte Les Villards-sur-Thônes dank seiner Nähe zu den Wintersportorten im Bornes-Massiv ebenfalls vom Tourismus.
Die Ortschaft ist verkehrsmäßig gut erschlossen. Sie liegt an der Departementsstraße D909, die von Annecy nach La Clusaz führt.